# Correbidia calopteridia
Correbidia calopteridia là một loài bướm đêm thuộc phân họ Arctiinae, họ Erebidae.